# Dom handlowy Haase & Co. w Poznaniu

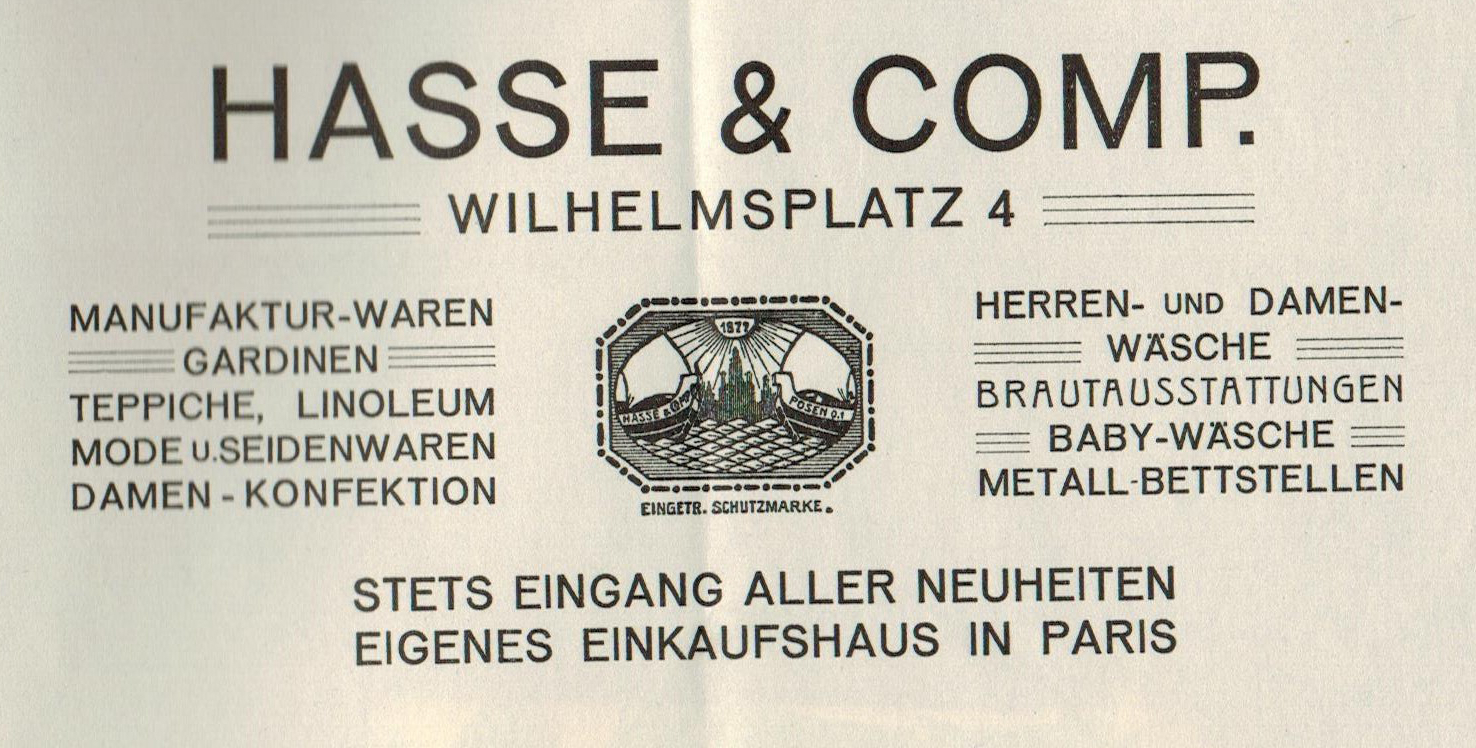
Nagłówek (logo) z listownika firmy

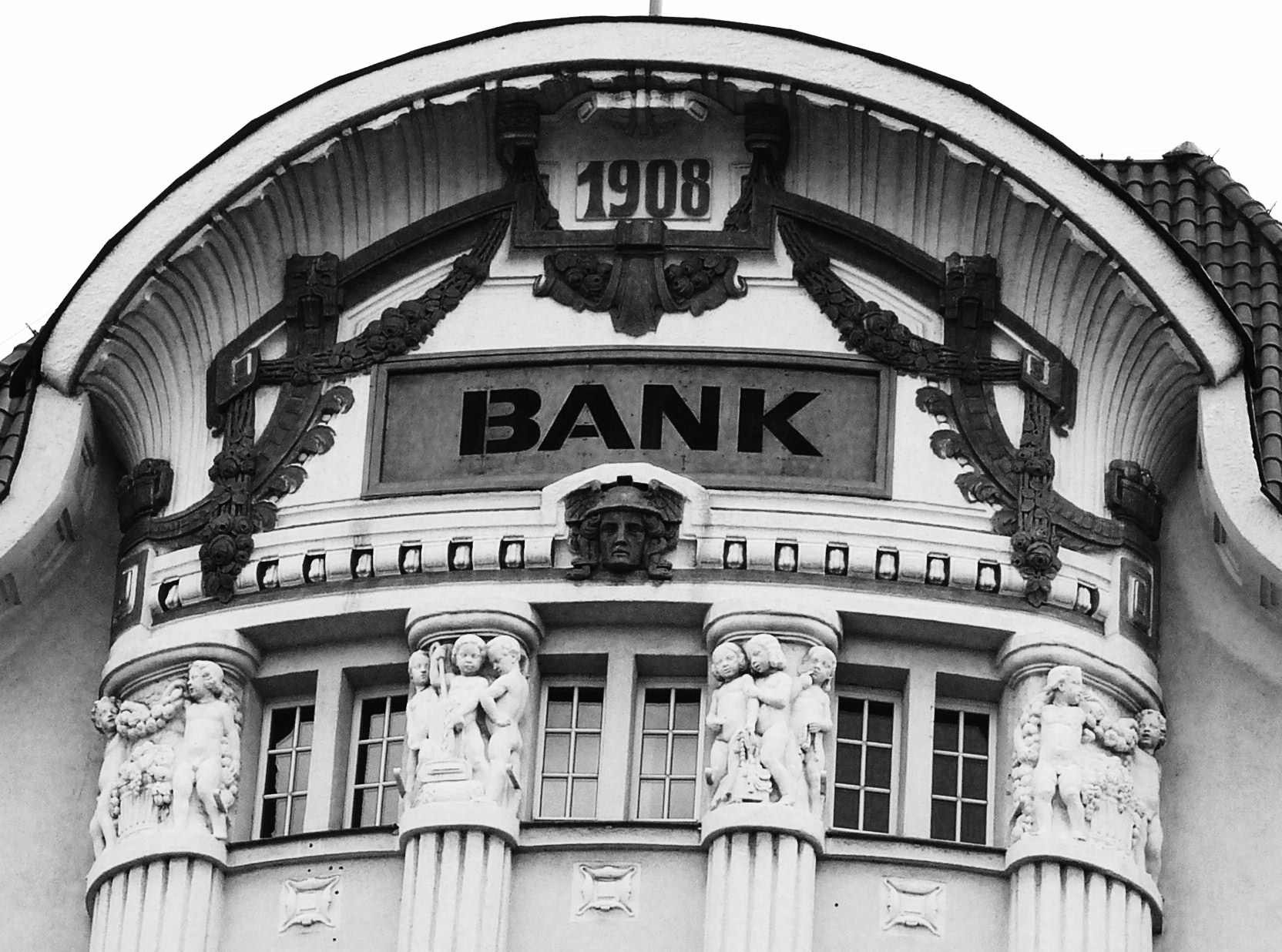
Detal

Dom handlowy Haase & Co. (według niektórych źródeł Hasse) – położony w centrum Poznania dawny konfekcyjny dom handlowy spółki Haase, której właścicielem był Gustav Haase (współwłaściciel okazałej kamienicy Haase i Wagnera). Zlokalizowany przy Placu Wolności 4, w bezpośrednim sąsiedztwie modernistycznego gmachu Oddziału 1 PKO BP.

## Historia
Budynek zaprojektował w 1908 architekt z Berlina – Hermann Röhde (autor Szpitala im. Raszei). Dom handlowy uroczyście otwarto 31 marca 1909 (wcześniej sklepy firmy mieściły się przy ul. Nowej 3 – obecnie Paderewskiego). Bogato zdobiona elewacja posiada cechy eklektyczne – łączy w sobie elementy secesyjne, jak i barokowe. Umieszczono na niej liczne płaskorzeźby, odnoszące się do handlu, zwłaszcza tkaninami. Są więc figury dziecięce z atrybutami tekstylnymi, jak również postać Merkurego. Marcin Libicki nazywa ten styl neobarokiem berlińskim (styl wilhelmiński). Porównuje stylowo obiekt do pobliskich: Bazaru i gmachu PTPN.
Budynek przeznaczony był do celów handlowych w parterze i na 1. piętrze. Wyżej znajdowały się apartamenty. Sprzedawano tu przede wszystkim: materiały na ubrania, jedwabie, artykuły dla mężczyzn i bieliznę (parter), konfekcję damską (duży salon na piętrze) i nowości konfekcyjne (przeszklony, wolnostojący pawilon). W czasie trwania Wystawy Wschodnioniemieckiej firma miała własne stanowisko w głównej hali. Prezentowano tam wyroby na miarę, podłóg paryskich i wiedeńskich modeli.
W czasach PRL funkcjonowały na parterze popularne delikatesy, w których można było okresowo nabywać mniej dostępne artykuły spożywcze. Obecnie całość pełni funkcję bankowo-biurową, po kapitalnym remoncie przeprowadzonym przez Bank Handlowy w latach 1990–1992. Zachowała się m.in. oryginalna balustrada w klatce schodowej. W 1993 Bankowi Handlowemu przyznano nagrodę w konkursie dla najlepszego użytkownika obiektu zabytkowego za przystosowanie do pełnienia funkcji bankowych z zachowaniem zabytkowego układu przestrzennego i wystroju architektonicznego oraz sztukatorskiego.
W pobliżu znajduje się zabytkowy neobarokowy gmach Banku Włościańskiego oraz inny były dom handlowy – Dom Brandtów.